# Drymophila
Drymophila – rodzaj ptaków z podrodziny chronek (Thamnophilinae) w rodzinie chronkowatych (Thamnophilidae).

## Zasięg występowania
Rodzaj obejmuje gatunki występujące w Ameryce Południowej.

## Morfologia
Długość ciała 12,5–15,5 cm; masa ciała 9,5–13,2 g.

## Systematyka

### Etymologia
Drymophila: gr. δρυμος drumos „knieja, zagajnik”; φιλος philos „miłośnik”.

### Podział systematyczny
Do rodzaju należą następujące gatunki: 
- Drymophila squamata (M.H.C. Lichtenstein, 1823) – leśnica łuskowana
- Drymophila genei (Defilippi, 1847) – leśnica rudosterna
- Drymophila ochropyga (Hellmayr, 1906) – leśnica szarawa
- Drymophila malura (Temminck, 1825) – leśnica uboga
- Drymophila ferruginea (Temminck, 1822) – leśnica rdzawa
- Drymophila rubricollis (W. Bertoni, 1901) – leśnica bambusowa
- Drymophila devillei (Ménégaux & Hellmayr, 1906) – leśnica kreskowana
- Drymophila klagesi Hellmayr & von Seilern, 1912 – leśnica wenezuelska
- Drymophila striaticeps Chapman, 1912 – leśnica andyjska
- Drymophila hellmayri Todd, 1915 – leśnica stokowa
- Drymophila caudata (P.L. Sclater, 1855) – leśnica długosterna